# Delfo Cabrera
Delfo Cabrera (Armstrong, 2 de abril de 1919-Alberti, 2 de agosto de 1981) fue un atleta argentino especializado en pruebas de larga distancia. Su mayor logro lo consiguió en la prueba de maratón, ganando la medalla de oro en los Juegos Olímpicos de Londres 1948. Cuatro años después, fue el abanderado de la delegación argentina en la ceremonia de inauguración de los Juegos Olímpicos de Helsinki 1952. Además, fue campeón panamericano al obtener la medalla de oro en los Juegos Panamericanos de 1951 que se realizaron en Buenos Aires.

## Biografía
Fue el cuarto de seis hijos de Claro Cabrera y Juana Gómez. De familia humilde, comenzó su carrera deportiva en su adolescencia, cuando de regreso de su trabajo hacia su casa realizaba el trayecto corriendo junto con un hermano. Desde muy temprana edad solía realizar faenas pesadas para ayudar a su familia. Así fue templando su cuerpo y el alma de hombre sacrificado.
El trayecto que emprendía corriendo era cada día mayor, así fue como se fue forjando el espíritu de corredor, hasta que en 1932 el logro del argentino Juan Carlos Zabala en el Maratón de los Juegos Olímpicos de Los Ángeles inspiró a Delfo a emprender una carrera como corredor profesional. Su destreza la adquirió en el Club Atlético San Lorenzo de Almagro, de Buenos Aires, a donde llegó a los 18 años por iniciativa del que fue su maestro (y unos de los profesores más brillantes del atletismo argentino) Francisco Mura, siendo luego múltiple campeón nacional y panamericano.
En las épocas de su servicio militar se destacaba en su pelotón por ser siempre el primero en llegar al realizar la famosa "carrera march".
Al terminar su servicio castrense, viajó a Buenos Aires, donde se estableció y formó familia con Rosa Lento con quien tuvo 3 hijos: Hilda, María Eva (ahijada de Eva Duarte de Perón) y Delfo. Por el apoyo que recibió del peronismo para fomentar el deporte (incluso recibió en 1949 la Medalla Peronista) fue vetado, junto con centenares de deportistas, durante la dictadura de Pedro Eugenio Aramburu de participar en todo tipo de eventos deportivos dentro y fuera del país.
Fue bombero en la Policía Federal. Recibió como premio una vivienda otorgada por la Presidencia de la Nación, en Sarandí. Ya de adulto, cursó estudios de educación física.

### Medalla de oro en los Juegos Olímpicos de 1948

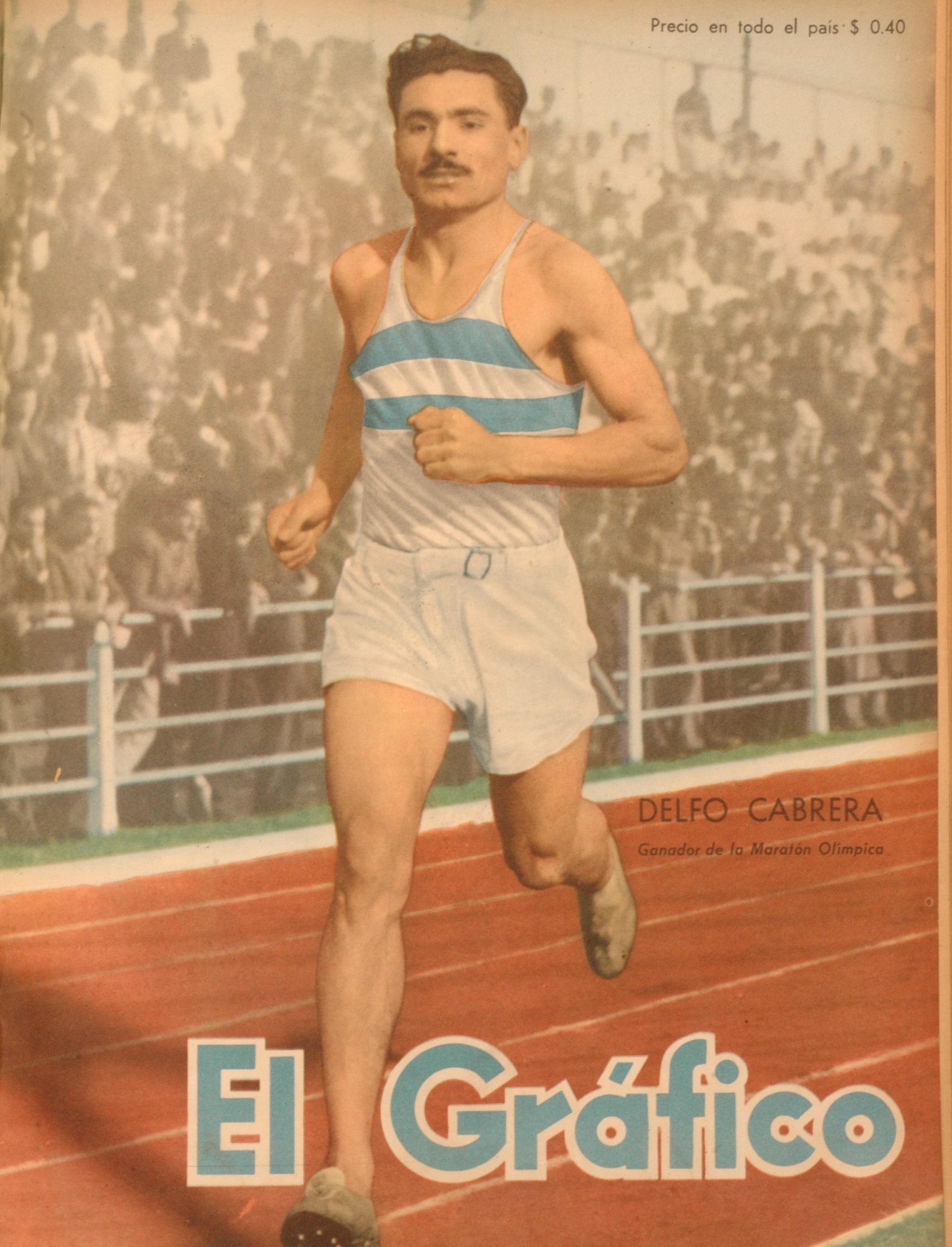
Delfo Cabrera en 1948.

Delfo viajó junto a Eusebio Guiñez y Armando Sensini, quienes emprenderían la maratón el 7 de agosto a las 15:30. Al comenzar la carrera el paso lo marcó el competidor coreano, pero pronto tomaría la cabeza de la competencia el belga Gailly durante casi toda la carrera. Los competidores argentinos tenían como estrategia reservar fuerzas para el sprint final. Cabrera se fue acercando poco a poco al líder hasta la entrada al mítico estadio de Wembley donde Delfo entró en el segundo puesto. El líder Étienne Gailly parecía quebrado físicamente por el extenuante calor y Cabrera, con un gran final, logró superarlo ante la ovación de la gente que había llenado el estadio y pudieron ver como entraba en primera posición.

#### Clasificación final
1. Delfo Cabrera ( Argentina) 2:34:51
2. Thomas Richards (Gran Bretaña) 2:35:07
3. Etienne Gailly (Bélgica) 2:35:33
4. Johannes Coleman (Sudáfrica) 2:36:06
5. Eusebio Guiñez ( Argentina) 2:36:36
6. Sidney Luyt (Sudáfrica) 2:38:11
7. Gustav Ostling (Suecia) 2:38:40
8. John Systad (Noruega) 2:38:41
9. Armando Sensini ( Argentina) 2:39:30
10. Henning Larsen (Dinamarca) 2:41:22

Ningún otro país logró clasificar 3 corredores entre los primeros 10 puestos en una maratón olímpica hasta los Juegos Olímpicos de Pekín 2008, donde Etiopía consiguió colocar sus tres corredores entre los 7 primeros.

### Fallecimiento
Delfo falleció el 2 de agosto de 1981, tras sufrir un accidente de tránsito en el km 187 de la Ruta Nacional №5, en cercanías de la localidad de Alberti, cuando regresaba de ser homenajeado en la ciudad de Lincoln, provincia de Buenos Aires. Tenía 62 años. Está sepultado en el Cementerio de Avellaneda.

## Distinciones

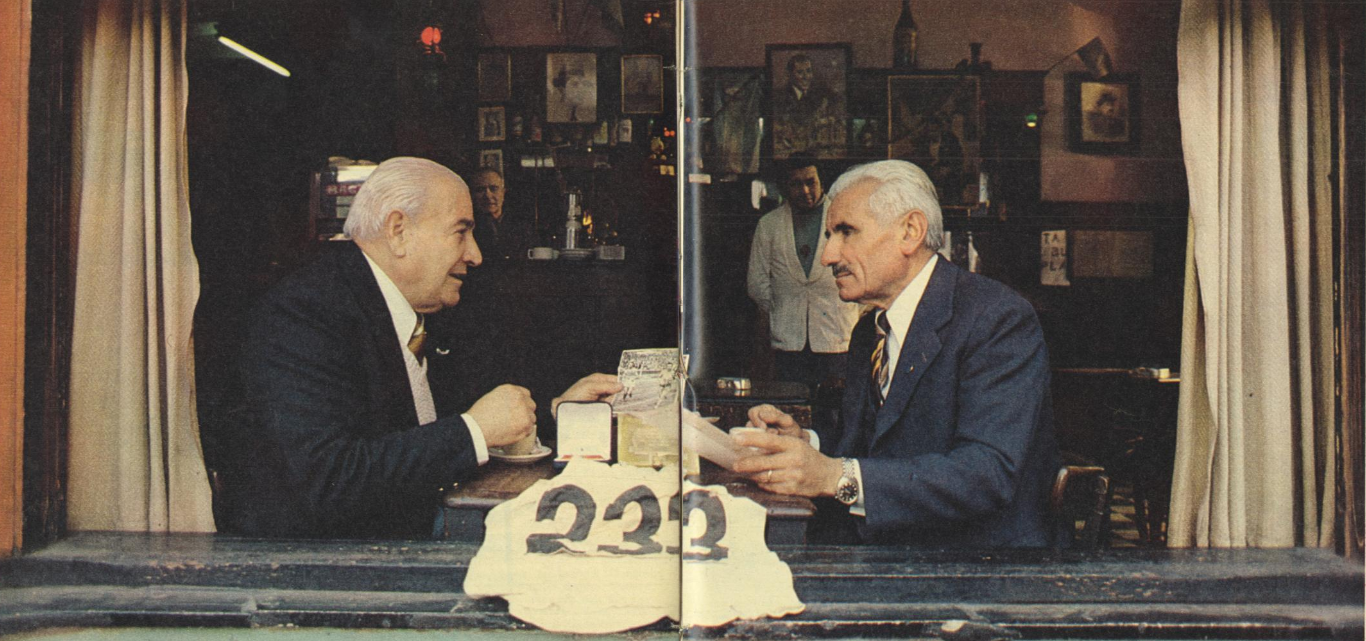
Juan Carlos Zabala y Delfo Cabrera reunidos en un bar en 1980.

En 1980, la Fundación Konex le otorgó un Diploma al Mérito como uno de los cinco mejores atletas de la historia en Argentina.
Desde 2018, una calle en la Villa Olímpica de la Juventud en Buenos Aires lleva su nombre.

## Filmografía
Intérprete
- Campeón a la fuerza (1950)

- Delfo, huellas de un pueblo (Serie de 5 capítulos disponibles en YouTube)